# Örsjö landskommun, Småland
Örsjö landskommun var en tidigare kommun i Kalmar län. 

## Administrativ historik
Kommunen tillkom inte vid någon av de landsomfattande kommunreformerna i Sverige, utan bröts ut ur Madesjö landskommun år 1897.
1952 återförenades den med Madesjö, som sedan 1969 uppgick i Nybro stad, från 1971 Nybro kommun.

## Politik

### Mandatfördelning i valen 1938-1946
| 7 | 9 | 4 |

| 20 |

| 7 | 10 | 3 |

| 20 |

| 7 | 11 | 2 |

| 20 |